# Tarentola angustimentalis
Tarentola angustimentalis е вид влечуго от семейство Геконови (Gekkonidae).

## Разпространение
Видът е разпространен в Испания.